# Мейпл-Гроув (Міннесота)
Мейпл-Ґров (англ. Maple Grove) — місто (англ. city) в США, в окрузі Ганнепін штату Міннесота. Населення — 70 253 особи (2020).

## Географія
Мейпл-Ґров розташований за координатами 45°6′46″ пн. ш. 93°27′47″ зх. д. / 45.11278° пн. ш. 93.46306° зх. д. (45.112764, -93.462975).  За даними Бюро перепису населення США в 2010 році місто мало площу 90,72 км², з яких 84,52 км² — суходіл та 6,20 км² — водойми.

## Демографія
Згідно з переписом 2010 року, у місті мешкало 61 567 осіб у 22 867 домогосподарствах у складі 17 222 родин. Густота населення становила 679 осіб/км².  Було 23626 помешкань (260/км²).
Расовий склад населення:
| - 86,4 % — білих - 6,2 % — азіатів - 4,2 % — чорних або афроамериканців - 0,3 % — корінних американців |

До двох чи більше рас належало 2,2 %. Частка іспаномовних становила 2,5 % від усіх жителів.
За віковим діапазоном населення розподілялося таким чином: 26,9 % — особи молодші 18 років, 65,7 % — особи у віці 18—64 років, 7,4 % — особи у віці 65 років та старші. Медіана віку мешканця становила 37,6 року. На 100 осіб жіночої статі у місті припадало 95,1 чоловіків;  на 100 жінок у віці від 18 років та старших — 92,7 чоловіків також старших 18 років.
Середній дохід на одне домашнє господарство  становив 115 340 доларів США (медіана — 92 680), а середній дохід на одну сім'ю — 131 448 доларів (медіана — 109 356). Медіана доходів становила 71 169 доларів для чоловіків та 56 277 доларів для жінок. За межею бідності перебувало 5,1 % осіб, у тому числі 8,5 % дітей у віці до 18 років та 6,4 % осіб у віці 65 років та старших.
Цивільне працевлаштоване населення становило 36 554 особи. Основні галузі зайнятості: освіта, охорона здоров'я та соціальна допомога — 20,4 %, виробництво — 17,6 %, роздрібна торгівля — 13,2 %, науковці, спеціалісти, менеджери — 13,1 %.